# Tupilak

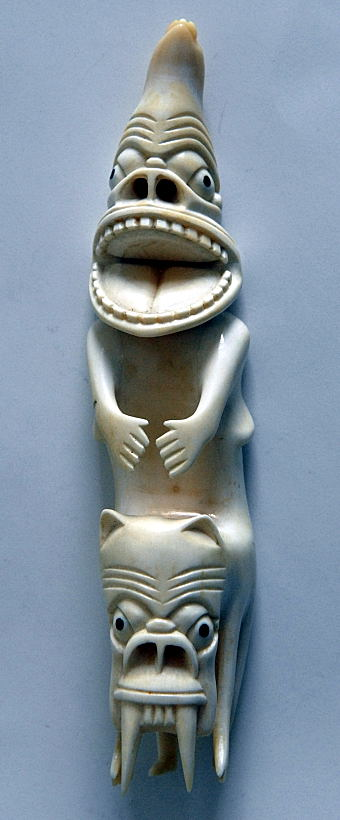
Een tupilak van Groenland

Het  Groenlandse woord tupilak of tupilaq (meervoud tupilait) betekent ziel of geest van een overledene. Oorspronkelijk was een tupilak een wraakbeeldje van de Inuit op Oost-Groenland. Tegenwoordig beschrijft het woord tupilak een meestal niet meer dan twintig centimeter groot beeldje met een bijzonder, ongebruikelijk uiterlijk. Het stelt eigenlijk een mythisch of spiritueel wezen voor; door het groteske uiterlijk is het echter een verzamelobject geworden.

## Vervaardiging
Een tovenaar of sjamaan (angakok) vervaardigde de tupilak 's nachts in het geheim uit dierlijk materiaal zoals been, huid, haar en pezen en soms zelfs delen van lichamen van dode kinderen. Hij of zij was daar verscheidene nachten mee bezig, en gaf de tupilak magische krachten met rituele gezangen en chants en door hem met de geslachtsorganen aan te raken. Vervolgens gooide hij hem in zee om een bepaalde vijand op te zoeken, schade toe te brengen of zelfs te doden.
Het gebruik  van een tupilak was riskant omdat hij, als hij werd gebruikt om iemand te vernietigen die een grotere magische kracht had dan zijn maker, teruggestuurd kon worden om de maker te doden, al kon deze hieraan ontkomen door in het openbaar zijn daad te bekennen.

## Geschiedenis
Waarschijnlijk hebben de eerste mensen die Groenland meer dan 4000 jaar geleden bevolkten, al tupilait gekend. Aanvankelijk waren het spirituele, onstoffelijke geesten. In de loop van de tijd werden het steeds meer trolachtige wezens met dierlijke en menselijke trekken.
Omdat tupilait in het geheim werden gemaakt, op geïsoleerde plaatsen en van vergankelijk materiaal, zijn er geen exemplaren bewaard gebleven. Vroege Europese bezoekers aan Groenland hadden er veel belangstelling voor, waarop de Inuit ze begonnen te snijden. Sindsdien vindt men overal in Groenland de huidige tupilait, in allerlei vormen en maten gemaakt uit verschillende materialen, zoals narwal-, potvis- of walrustand, hout en rendiergewei. Zij vormen een belangrijk deel van de Groenlandse Inuitkunst en het zijn kostbare verzamelobjecten.